# 北部省莫尔塔涅
北部省莫尔塔涅（法語：Mortagne-du-Nord，法語發音：[mɔʁtaɲ dy nɔʁ]），简称莫尔塔涅（Mortagne），是法国上法蘭西大區北部省的一个市镇，属于瓦朗谢讷区。

## 地理
北部省莫尔塔涅（50°30'16"N, 3°27'16"E）面积2.18 平方千米，位于法国上法蘭西大區北部省，该省份为法国最北部的省份及最长的省份，西北濒北海，西接加来海峡省，南至埃纳省和索姆省，东与比利时接壤。
与北部省莫尔塔涅接壤的市镇（或旧市镇、城区）包括：弗利讷莱莫尔塔涅、坦圣阿芒、拉拜堡、莫尔德。

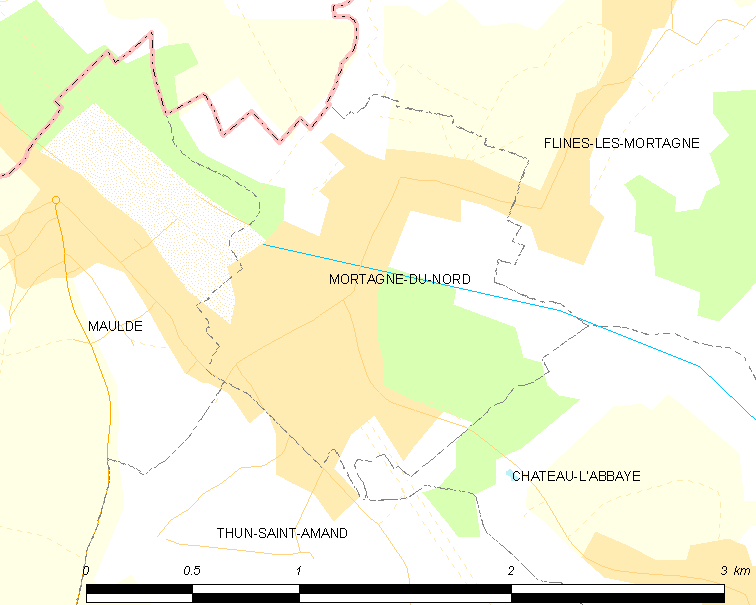
北部省莫尔塔涅的OSM定位图

北部省莫尔塔涅的时区为UTC+01:00、UTC+02:00（夏令时）。

## 行政
北部省莫尔塔涅的邮政编码为59158，INSEE市镇编码为59418。

## 政治
北部省莫尔塔涅所属的省级选区为圣阿芒莱索县。

## 人口

1962-2008年间北部省莫尔塔涅人口变化图示

北部省莫尔塔涅于2022年1月1日时的人口数量为1581人。